# مگس‌گیر پادشاهی اطلس
مگس‌گیر پادشاهی اطلس (نام علمی: Onychorhynchus swainsoni) بر اساس کمیته بین‌المللی پرنده‌شناسی (IOC) پرنده‌ای گنجشک‌سان در خانوادهٔ مرغ‌های کدر و بومی برزیل است.
همه مگس‌گیرهای پادشاهی حشره‌خوار هستند.

## پراکندگی و زیستگاه
مگس‌گیر پادشاهی اقیانوس اطلس تنها در جنگل‌های اقیانوس اطلس در جنوب شرق برزیل، از ایالت باهیا در جنوب تا شمال ایالت سانتا کاتارینا یافت می‌شود. در مناطق پست نمناک، هم در جنگل‌های همیشه‌سبز اولیه و هم در جنگل‌های رشد دوم زندگی می‌کند. این گونه یک پرنده میان‌اشکوب است.

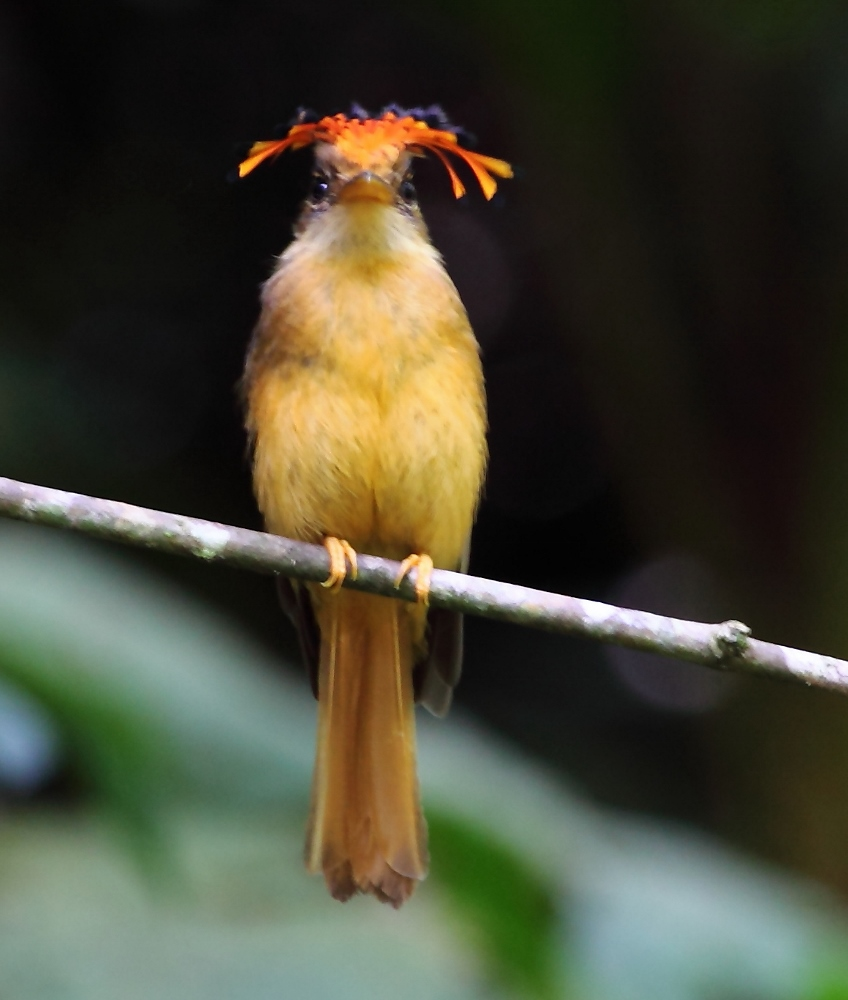
نمایش کاکل نیمه‌باز در تاپیرای، ایالت سائوپائولو، برزیل